# Taphozous
Taphozous es un género de murciélagos microquirópteros de la familia Emballonuridae. Se encuentran en Australia, Papúa Nueva Guinea, África, Asia meridional, Latinoamérica y Oriente Próximo. La especie tipo es Taphozous perforatus E. Geoffroy, 1818.

## Especies
- Taphozous achates
- Taphozous australis
- Taphozous georgianus
- Taphozous hamiltoni
- Taphozous hildegardeae
- Taphozous hilli
- Taphozous kapalgensis
- Taphozous longimanus
- Taphozous mauritianus
- Taphozous melanopogon
- Taphozous nudiventris
- Taphozous perforatus
- Taphozous theobaldi
- Taphozous troughtoni.[1]